# Курган мира
Курган мира (чеш. Mohyla míru) — памятник, сооруженный в честь всех павших в Аустерлицком сражении. Первый миротворческий памятник в Европе. Установлен на вершине холма недалеко от села Праце (чеш. Prace, нем. Pratzen) — одной из ключевых точек сражения, на юго-востоке от Брно.

## История
Курган мира (также называемый в русских текстах Мавзолеем мира) был воздвигнут спустя более сто лет после Аустерлицкого сражения в память о солдатах, погибших в этой битве, равно всех трёх армий (австрийской, русской и французской). 

Инициатором строительства памятника был священник и педагог из Брно, Алоиз Словак, один из лидеров чешской патриотической мысли. 
Его замыслом было сооружение «…кургана на поле Славковской битвы не ради прославления памяти великого француза Наполеона, перед которым я, конечно, преклоняюсь, а потому, что хотел более всего, чтобы курган был курганом мира и любви, напоминая человечеству об ужасах войн».
Автор проекта — пражский архитектор Йозеф Фанта (его наиболее известная работа — Главный вокзал в Праге). Кованый крест для вершины памятника выполнил Франта Аныж, скульптуры щитоносцев изваял Ченек Восмик. Деньги на строительство были получены от различных жертвователей, в том числе значительную сумму вложило военное министерство Российской империи.
Строительство памятника началось в 1910 году, его торжественное открытие планировалось в 1912 году, но из-за Первой мировой войны его пришлось отложить до 1923 года.

## Архитектура
Постройка выполнена в стиле сецессион и символизирует старославянский курган. Каменный обелиск имеет форму четырёхгранной усечённой пирамиды высотой 26 метров. Вершину памятника венчает 10-метровый медный старохристианский крест, опирающийся на земной шар и украшенный рельефами распятого Христа, Девы Марии, Святого Иоанна, Бога-Отца и головы Адама. Пеликан на обратной стороне креста символизирует Искупителя. Четыре скульптуры щитоносцев в углах пирамиды представляют собой три государства, участвовавшие в битве: Францию, Австрию и Россию, и Моравию, на земле которой происходило сражение. У входа в капеллу в основании памятника изображены две склонённые женские фигуры — жены и матери.
Гранитные медальоны на стене памятника на четырёх языках — чешском, русском, немецком и французском — напоминают о павших воинах, но три языка упоминают все государства, участвовавшие в битве - Австрию, Россию и Францию, а по-русски - только русских воинов. Надпись у входа в капеллу — латинская цитата из ветхозаветного пророка Исаии: «Interfecti mei resurgent. — Оживут мертвецы Твои» (Ис. 26:19). Таблички возле креста - не оригинальные, они были заменены, поскольку пострадали во время Второй мировой войны, исходные таблички содержали слова латинского гимна Dies irae.
В основании монумента находится сводчатая капелла площадью 10×10 м, с алтарём из каррарского мрамора и мозаикой, изображающей скорбящих ангелов. У капеллы есть акустическая особенность — слова, произнесённые в одном углу, слышны в противоположном с той же громкостью, подобно «шепчущей галерее» в Соборе Святого Павла в Лондоне. В оссуарии капеллы захоронены останки солдат, которые время от времени находят на поле боя.

## Территория музея
Рядом с памятником находится филиал Брненского музея. В нём представлена мультимедийная экспозиция, посвящённая Аустерлицкому сражению. Поблизости в 1995 году был установлен памятник австрийской пешей бригаде генерал-майора Йирчика, отличившейся при обороне этой высоты. Перед зданием музея стоит копия австрийской трёхфунтовой пушки системы Лихтенштейна, образца 1753 года.
Возле памятника ежегодно в начале декабря проводятся поминальные церемонии, завершающие реконструкцию Аустерлицкого сражения.

## Галерея

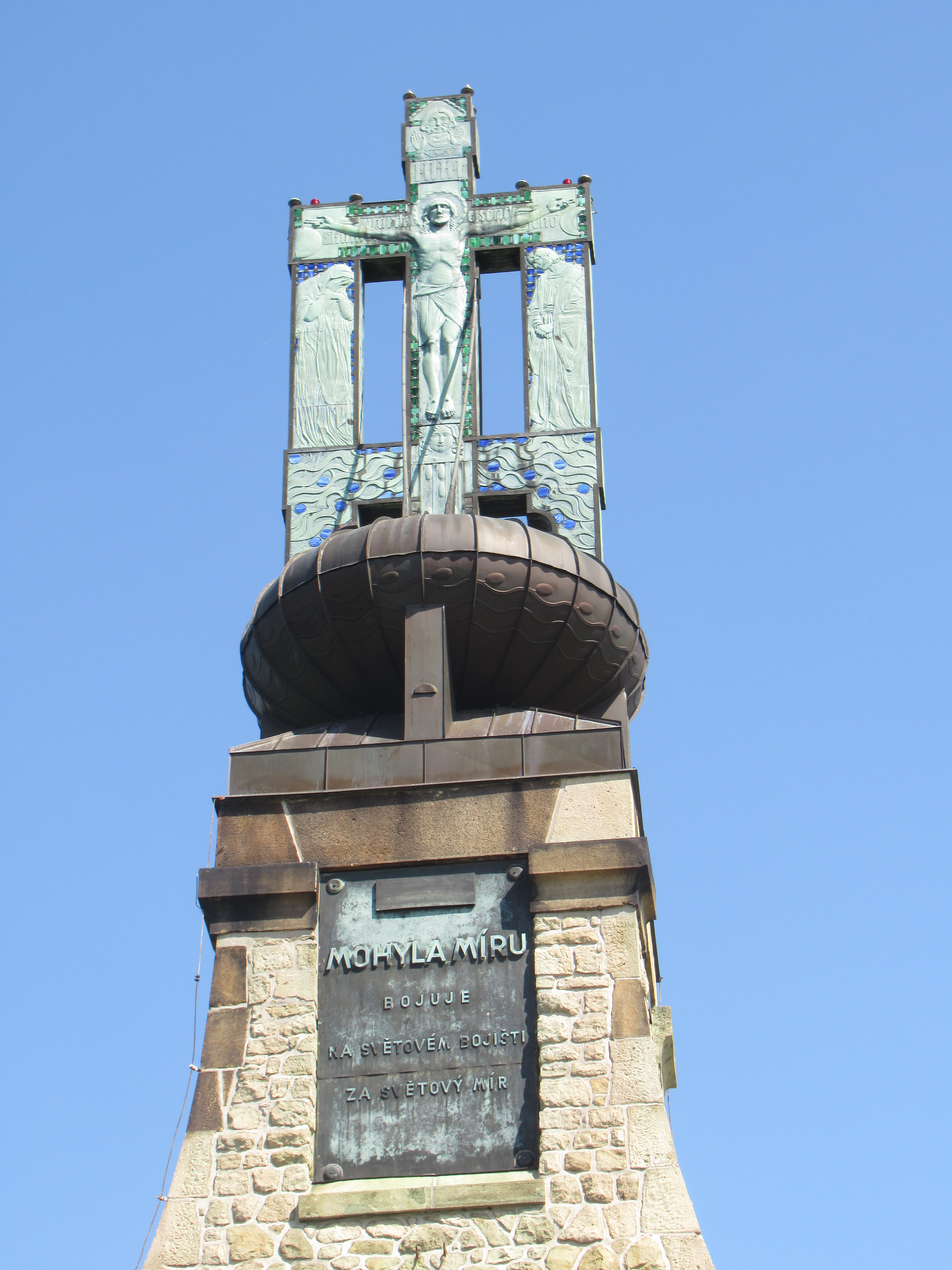
Вершина. Барельеф на кресте
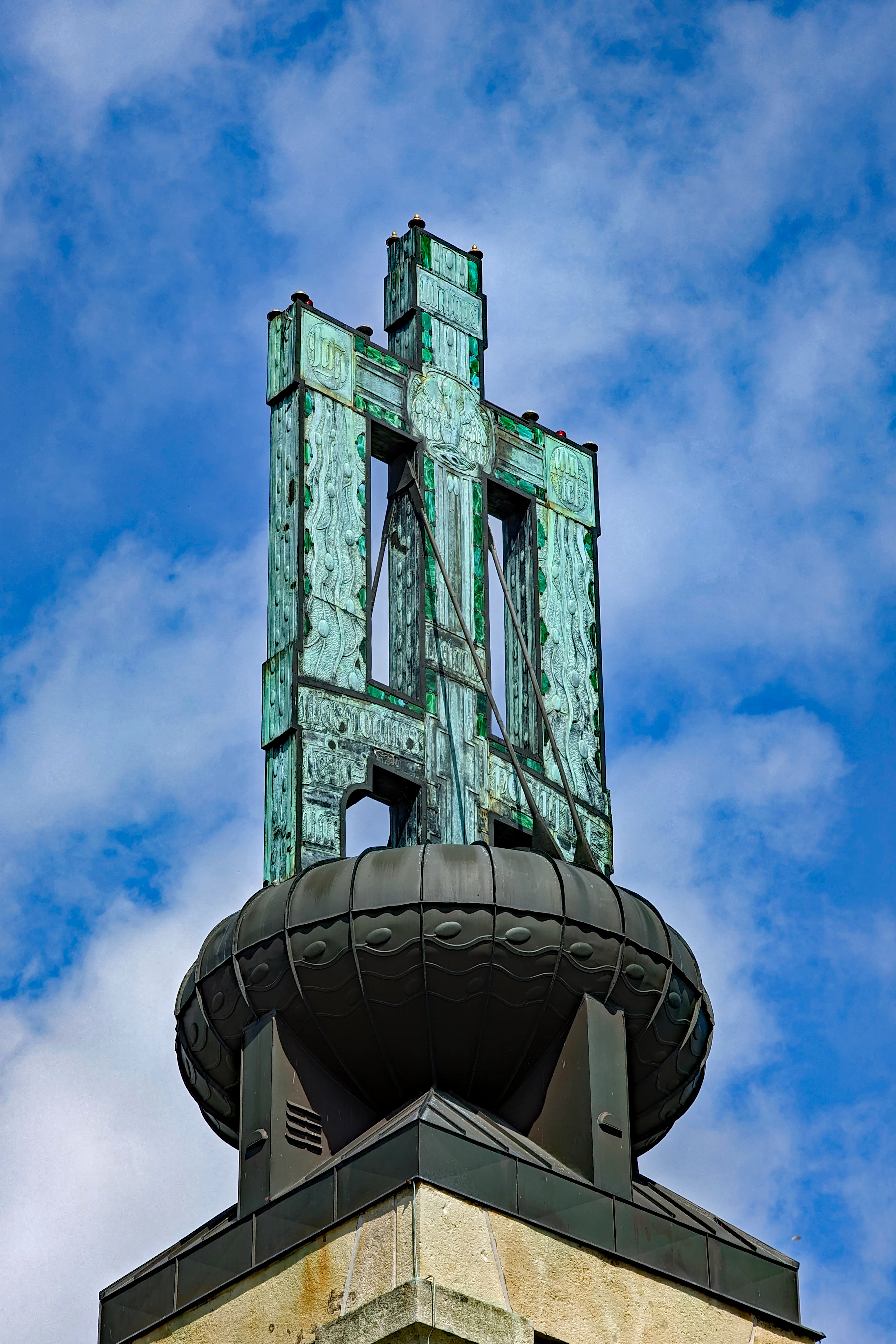
Барельеф с пеликаном на обратной стороне креста
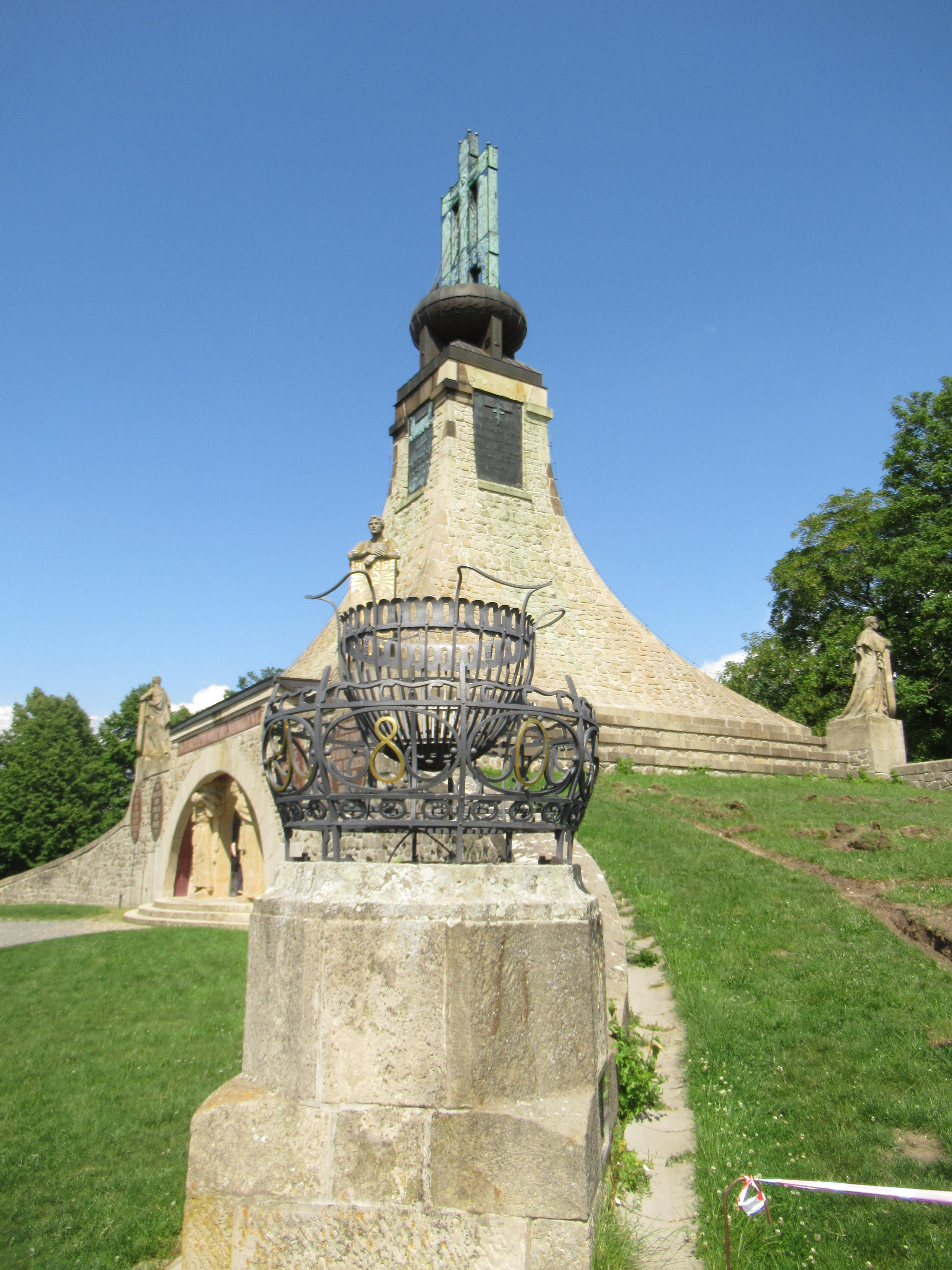
Бронзовая корзина-светильник с цифрами 1805
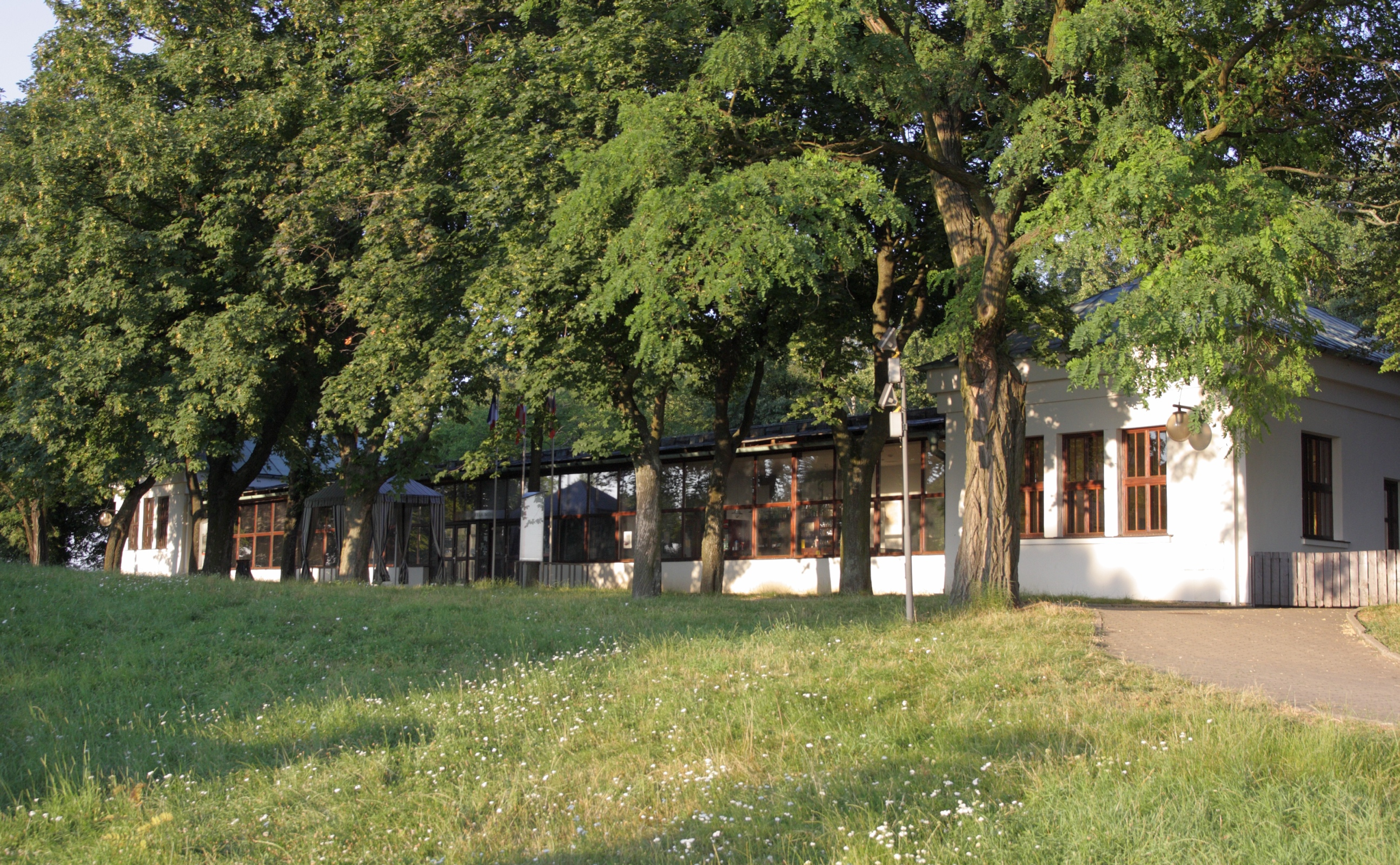
Здание музея
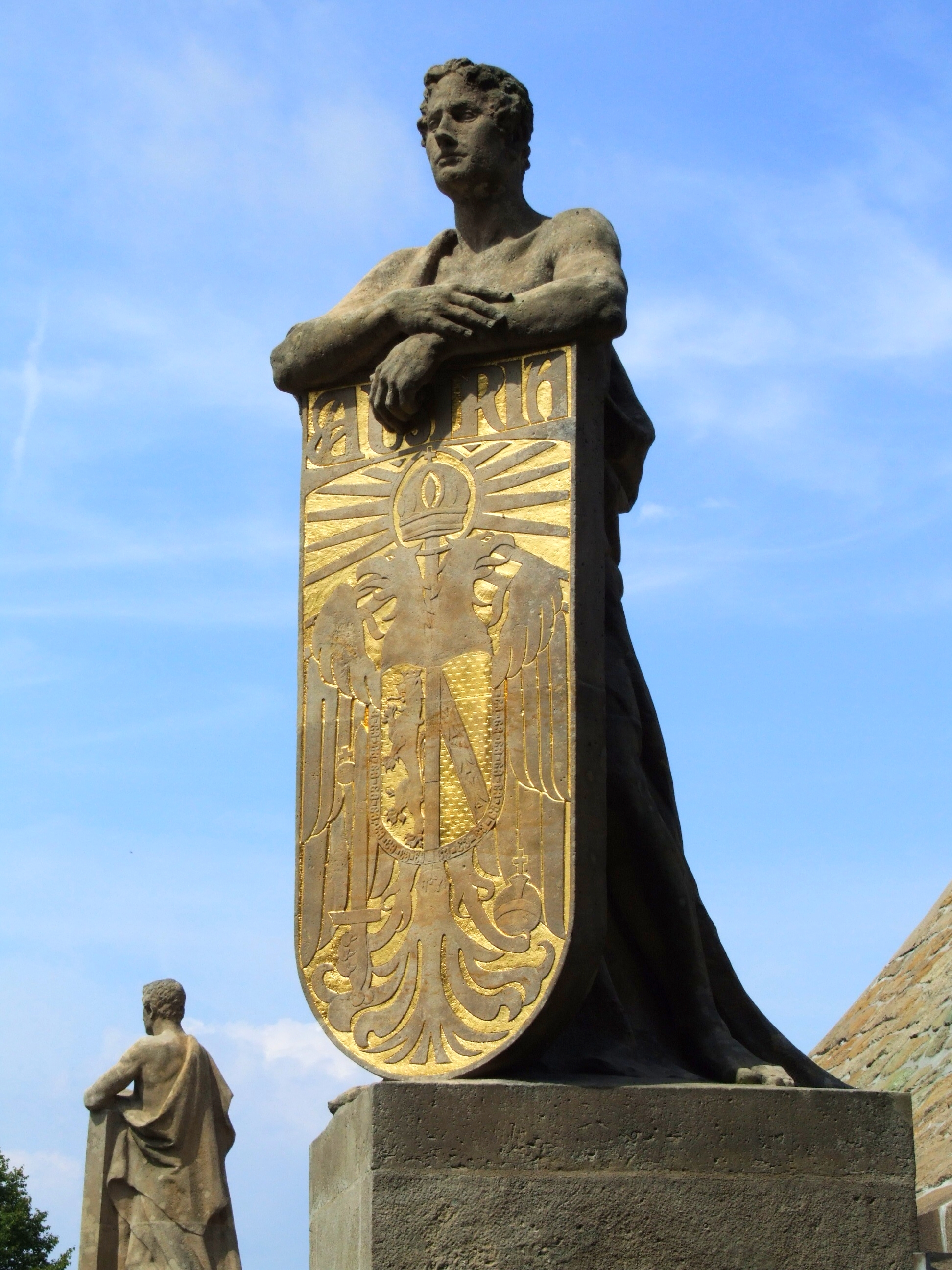
Статуя-страж со щитом Австрии
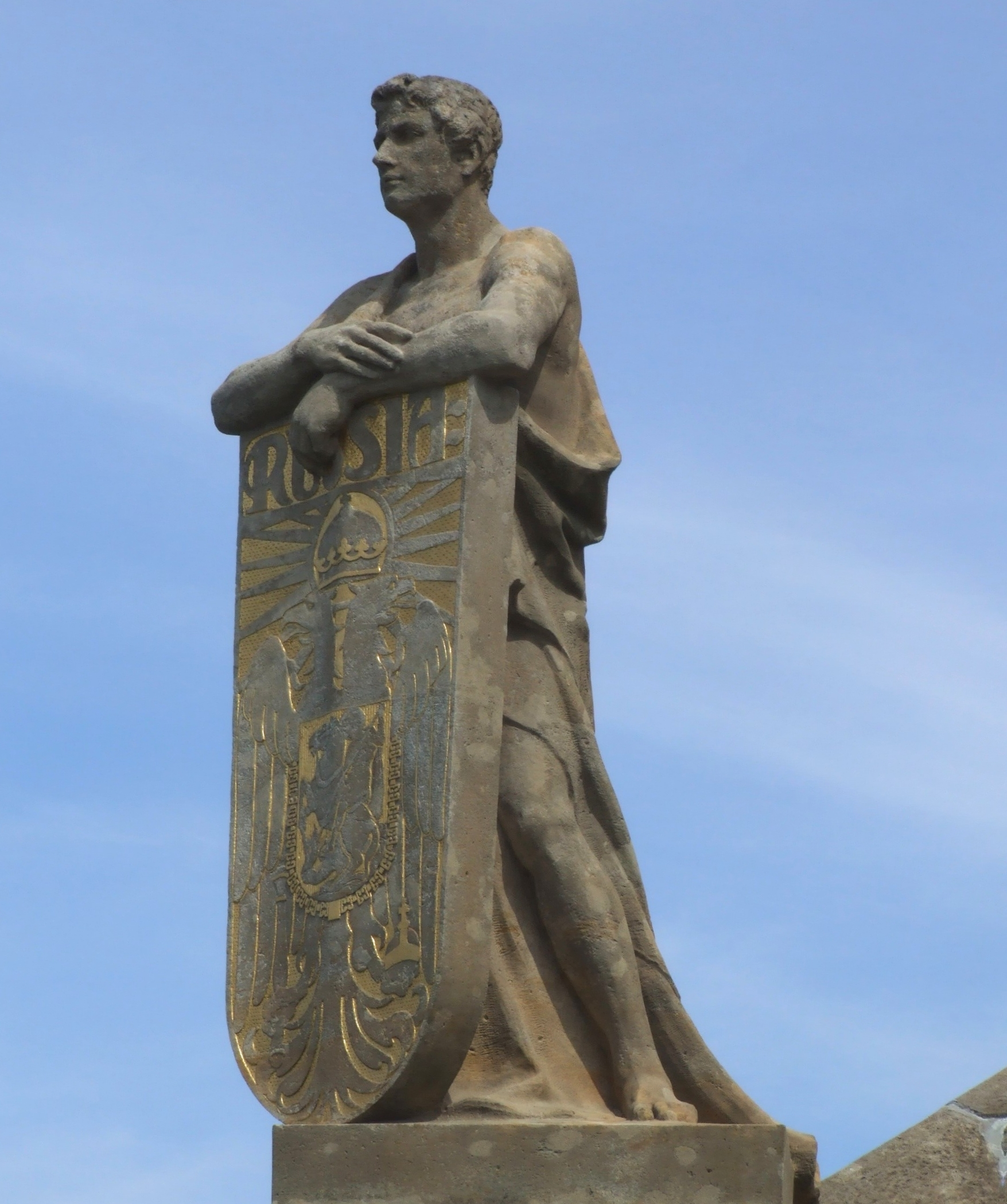
Статуя-страж со щитом России
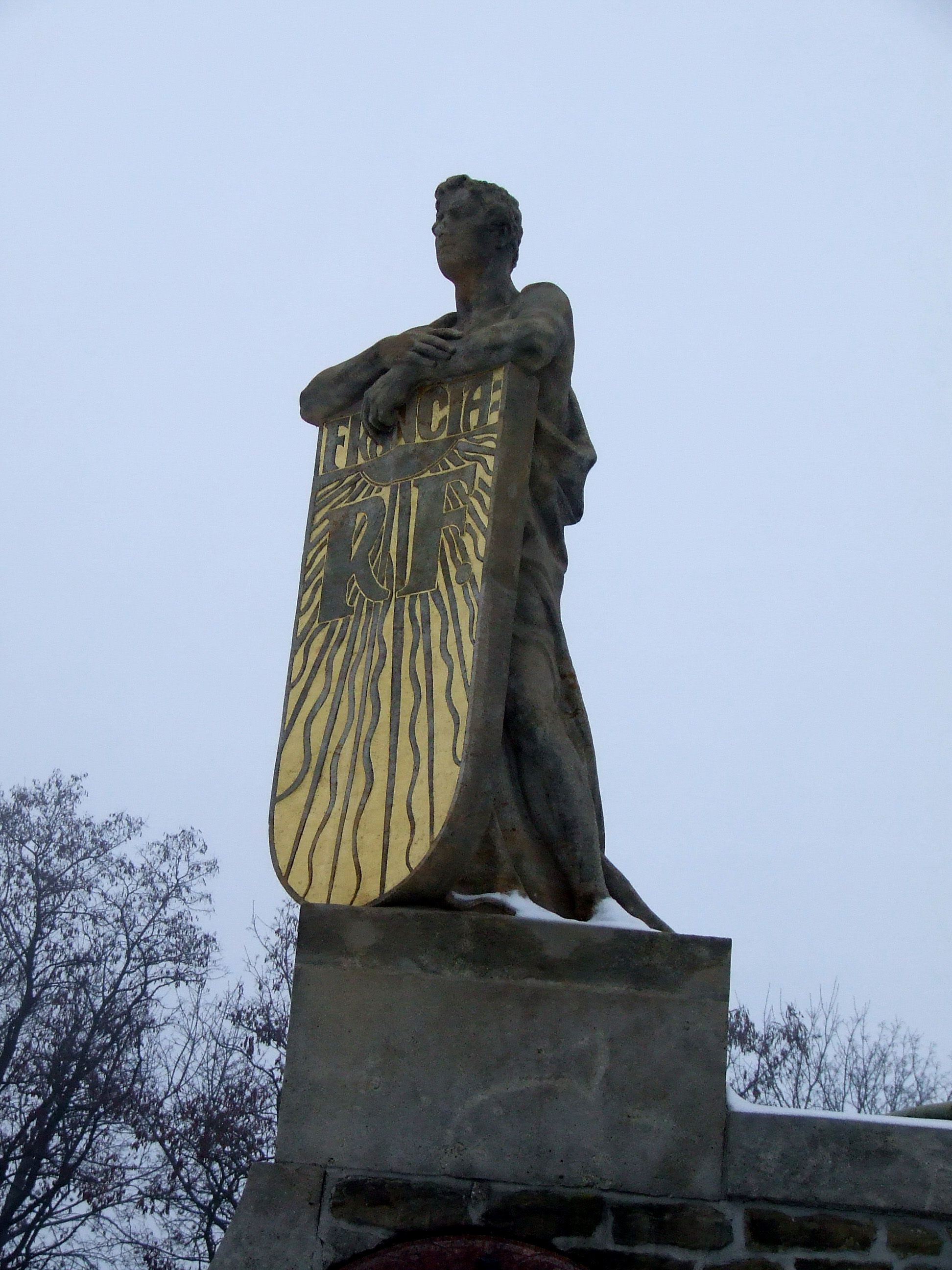
Статуя-страж со щитом Франции
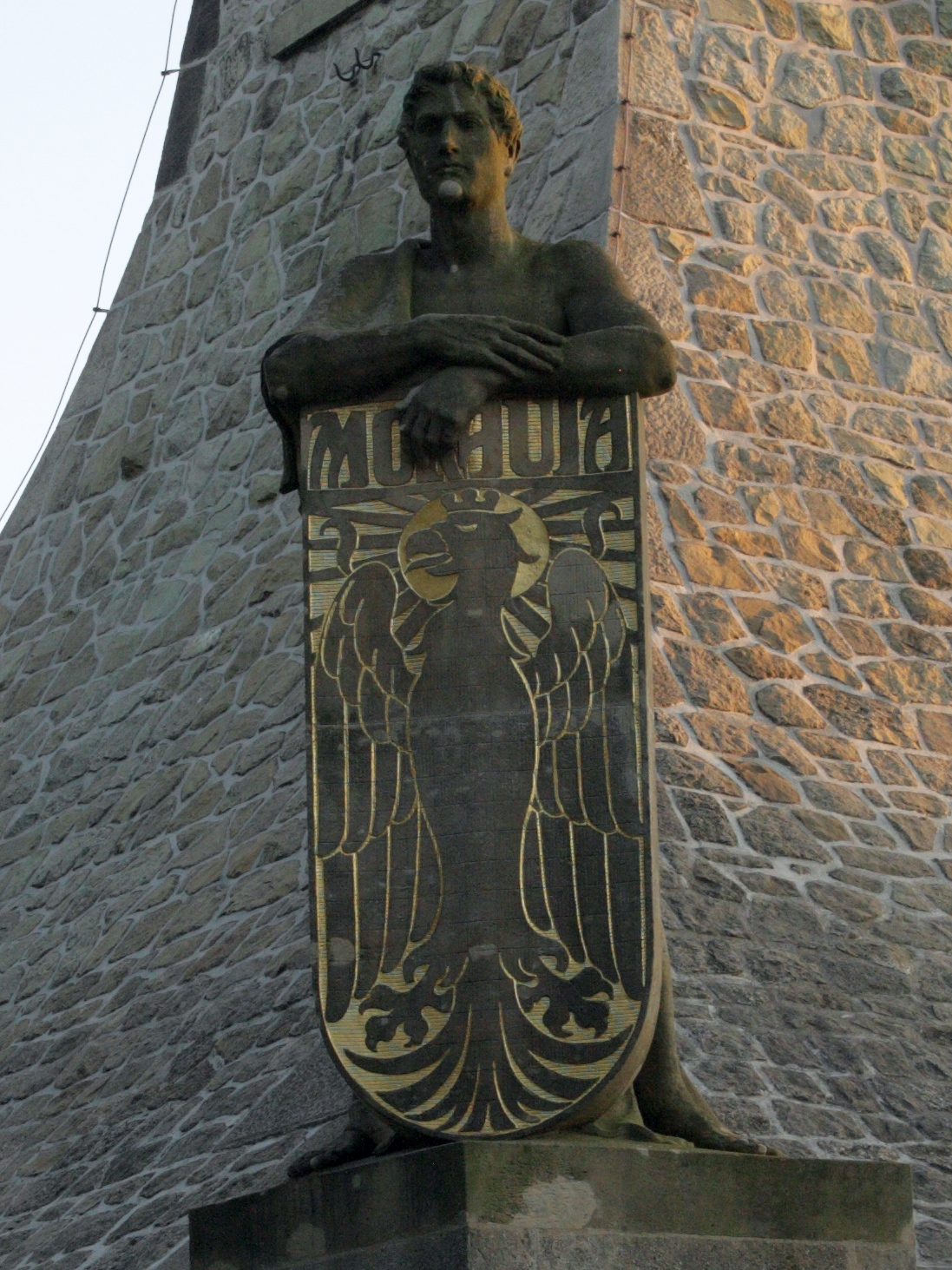
Статуя-страж со щитом Моравии
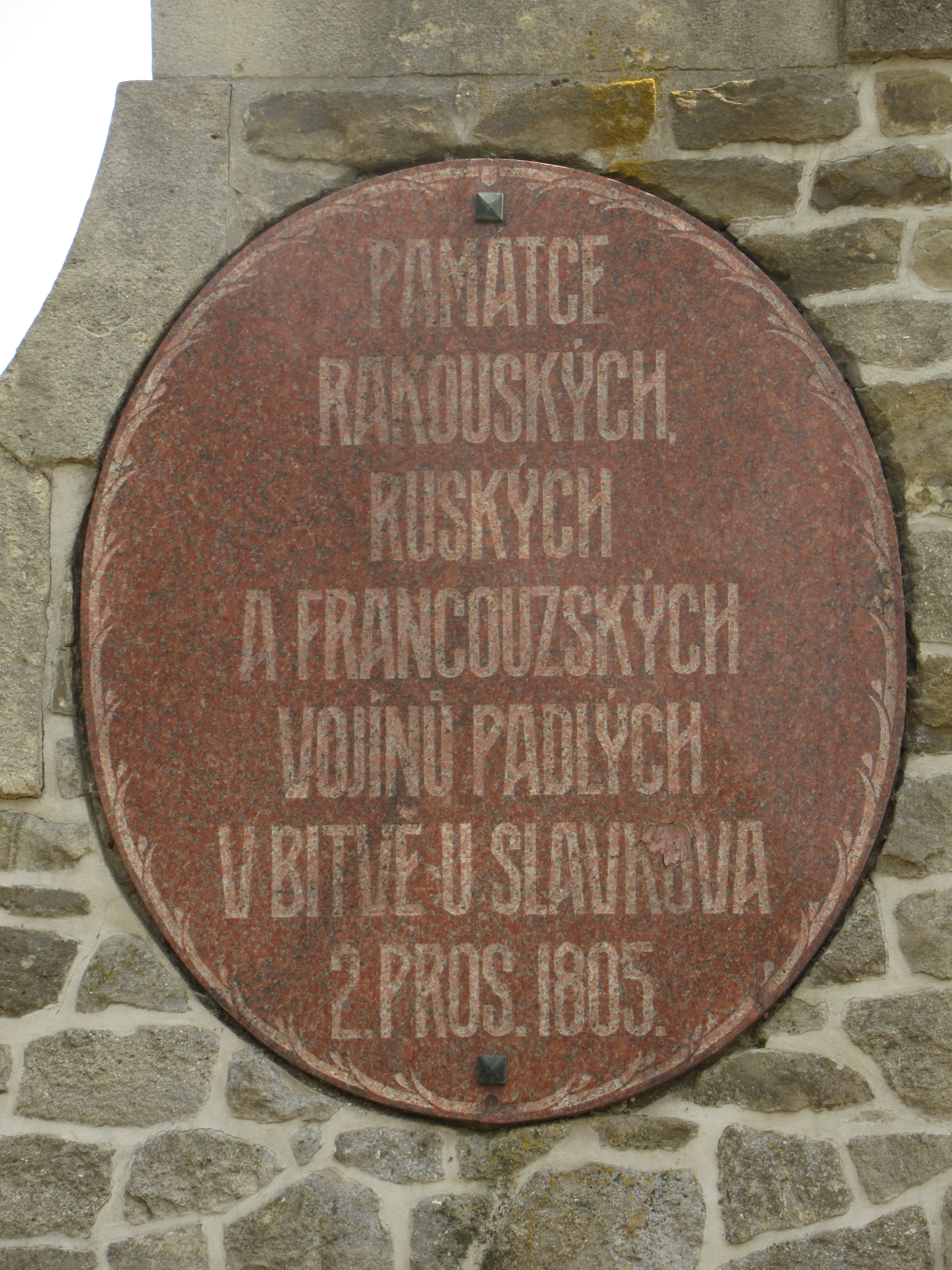
Надпись на по-чешски. Памяти австрийских, русских и французских воинов, павших в Аустерлицком сражении 2 декабря 1805 года.
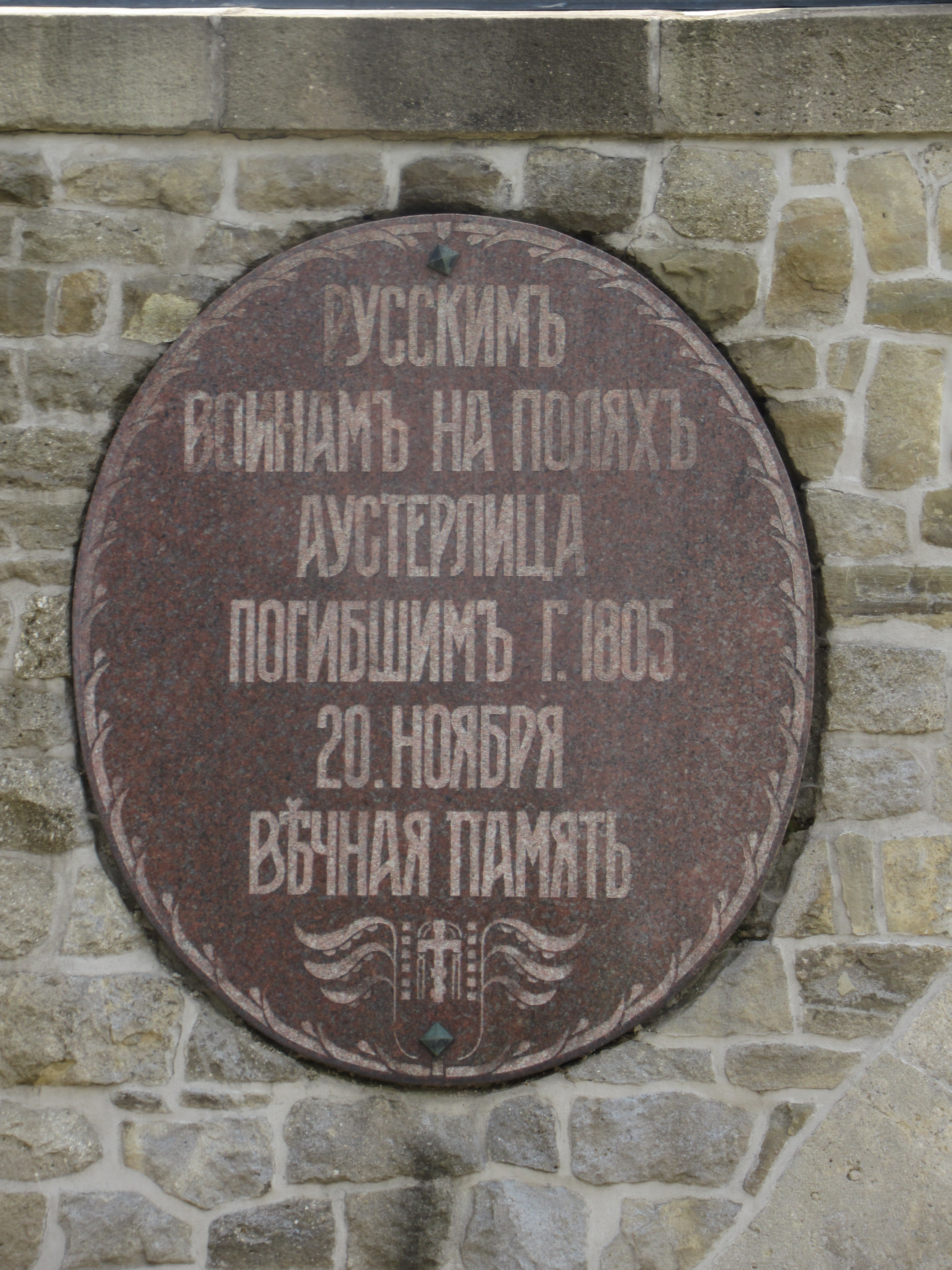
Надпись на памятнике Курган Мира по-русски. Русским воинам, на полях Аустерлица погибшим г. 1805 20 ноября вечная память.
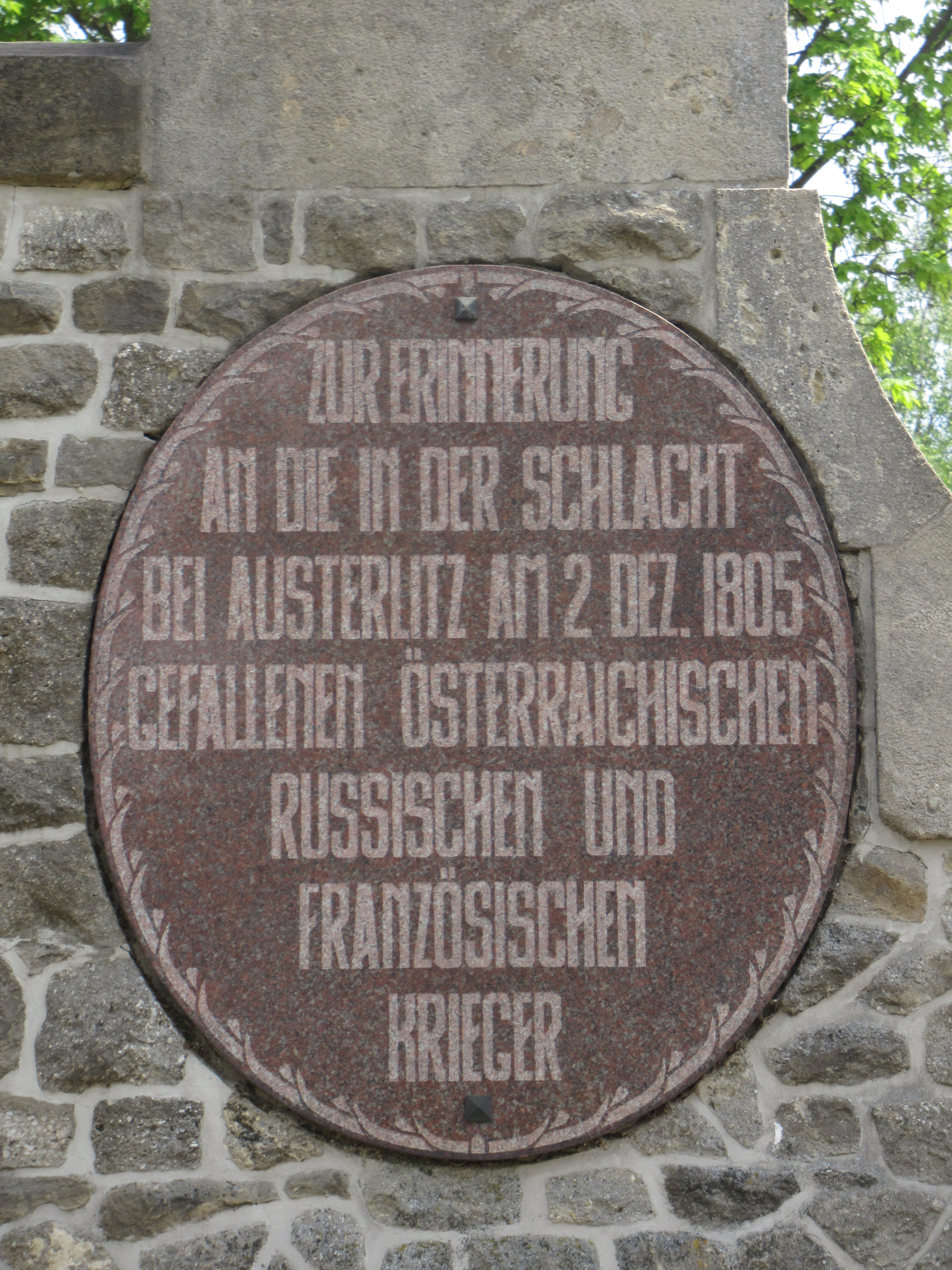
Надпись по-немецки. Памяти австрийских, русских и французских воинов, павших в Аустерлицком сражении 2 декабря 1805 года.
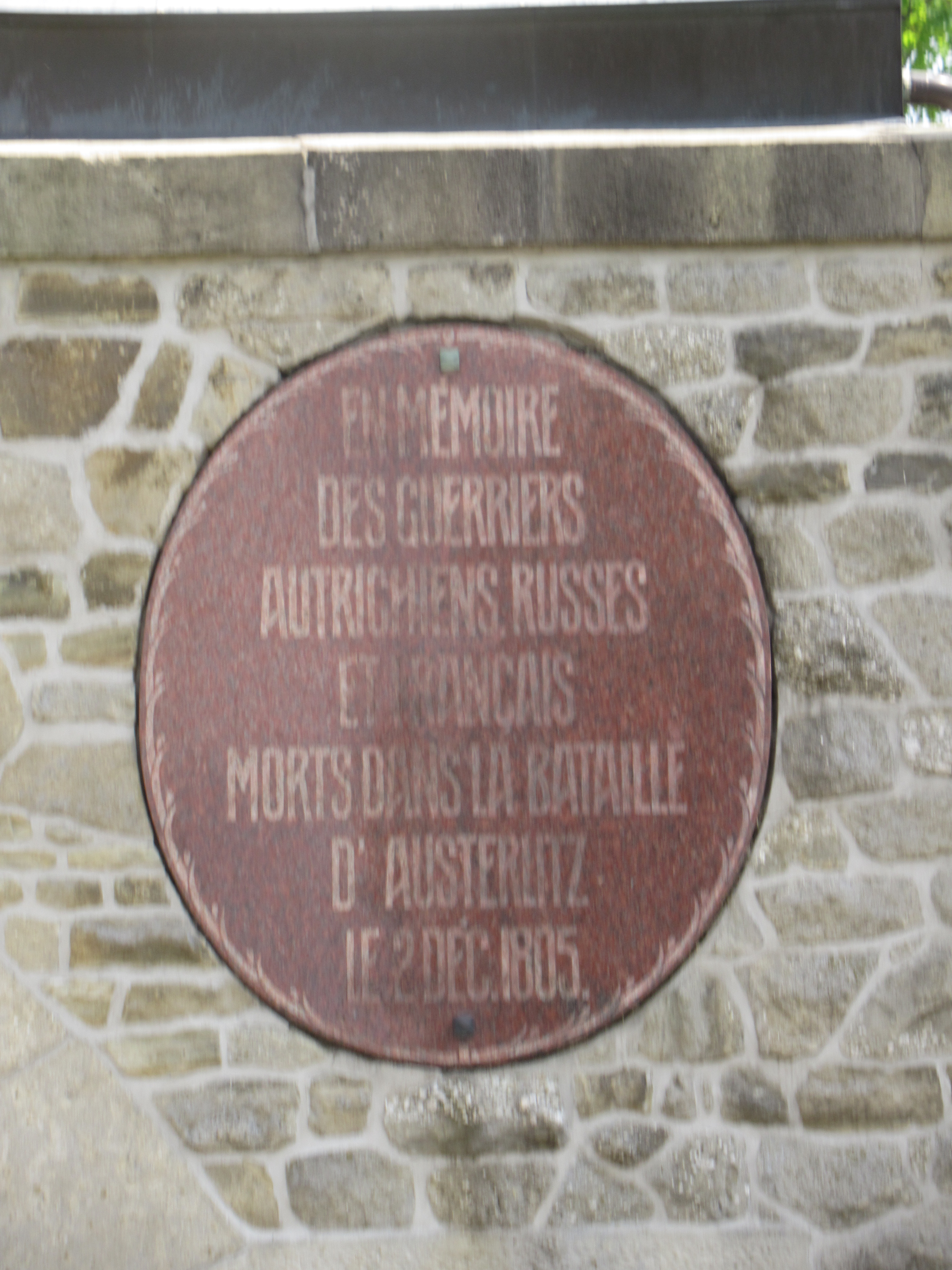
Надпись по-французски. Памяти австрийских, русских и французских воинов, павших в Аустерлицком сражении 2 декабря 1805 года.
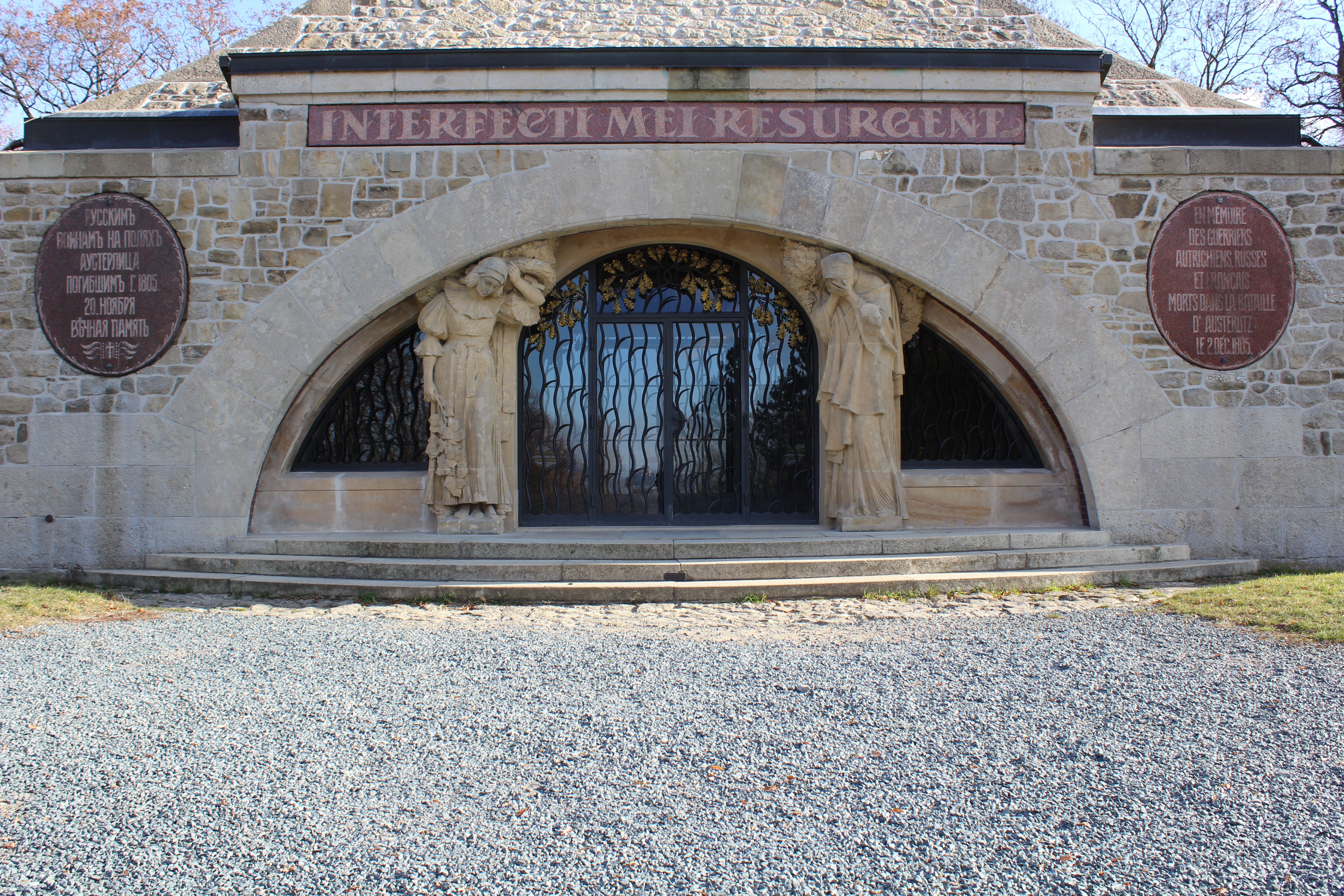
Вход в капеллу
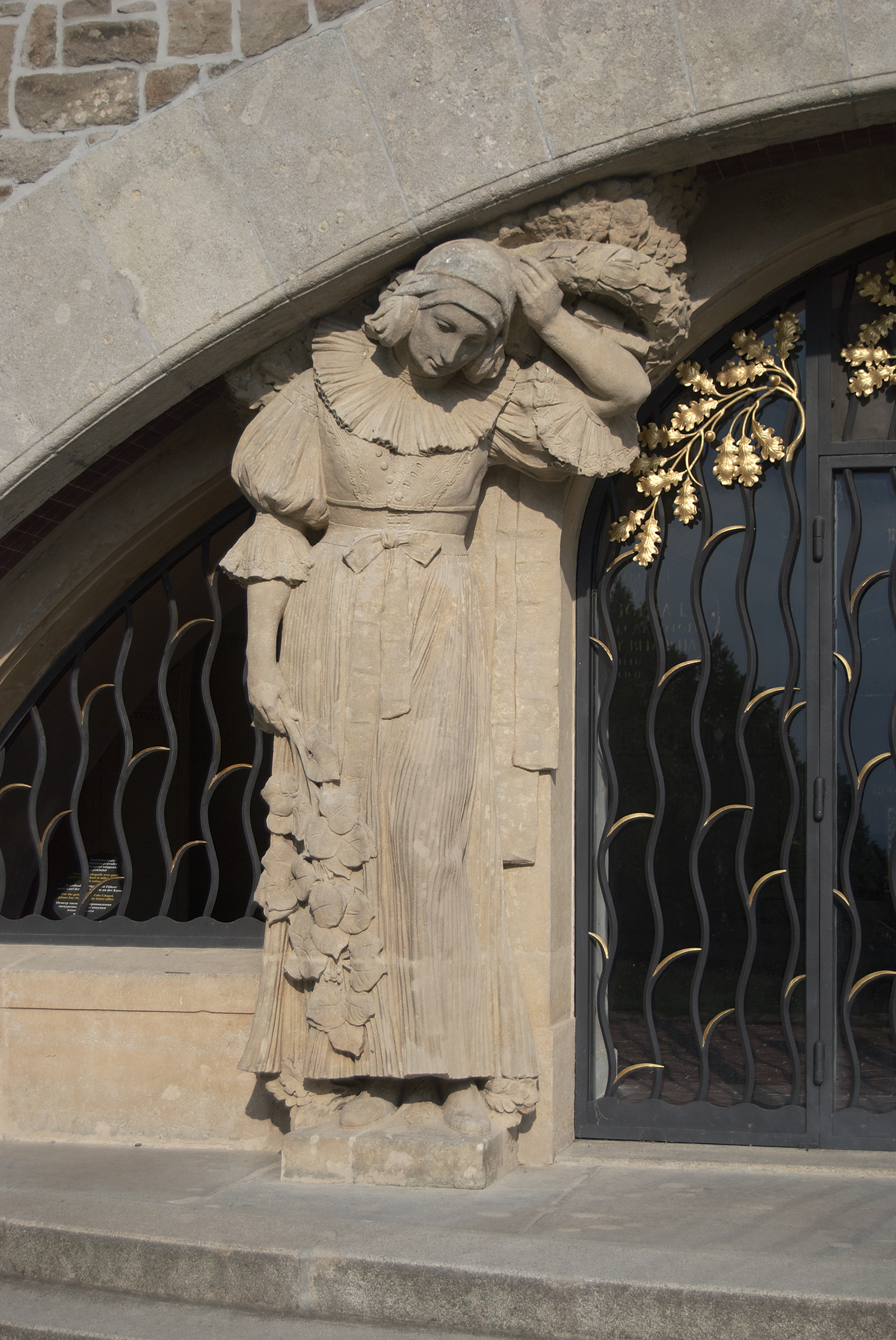
Статуя жены у входа в капеллу
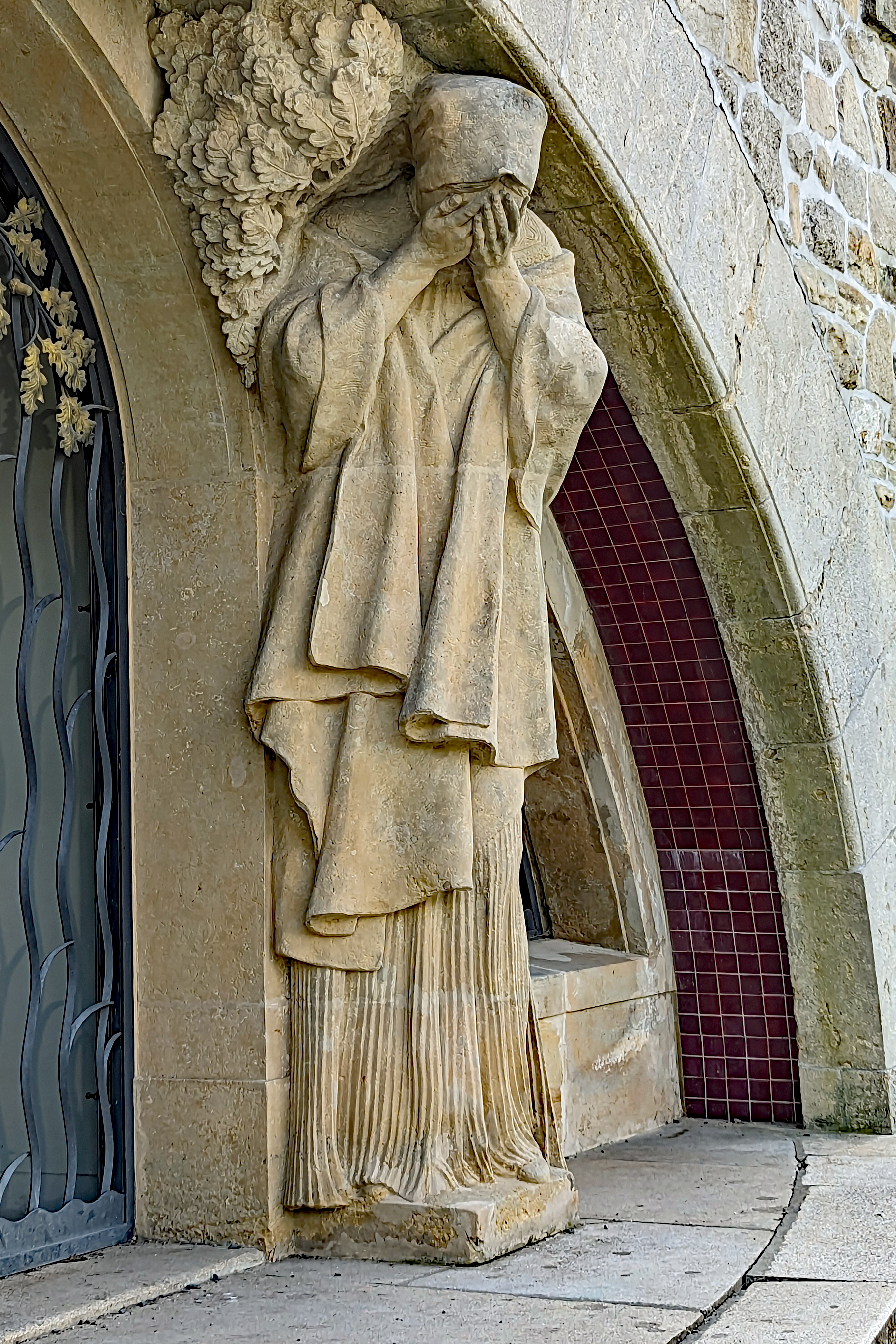
Статуя матери у входа в капеллу
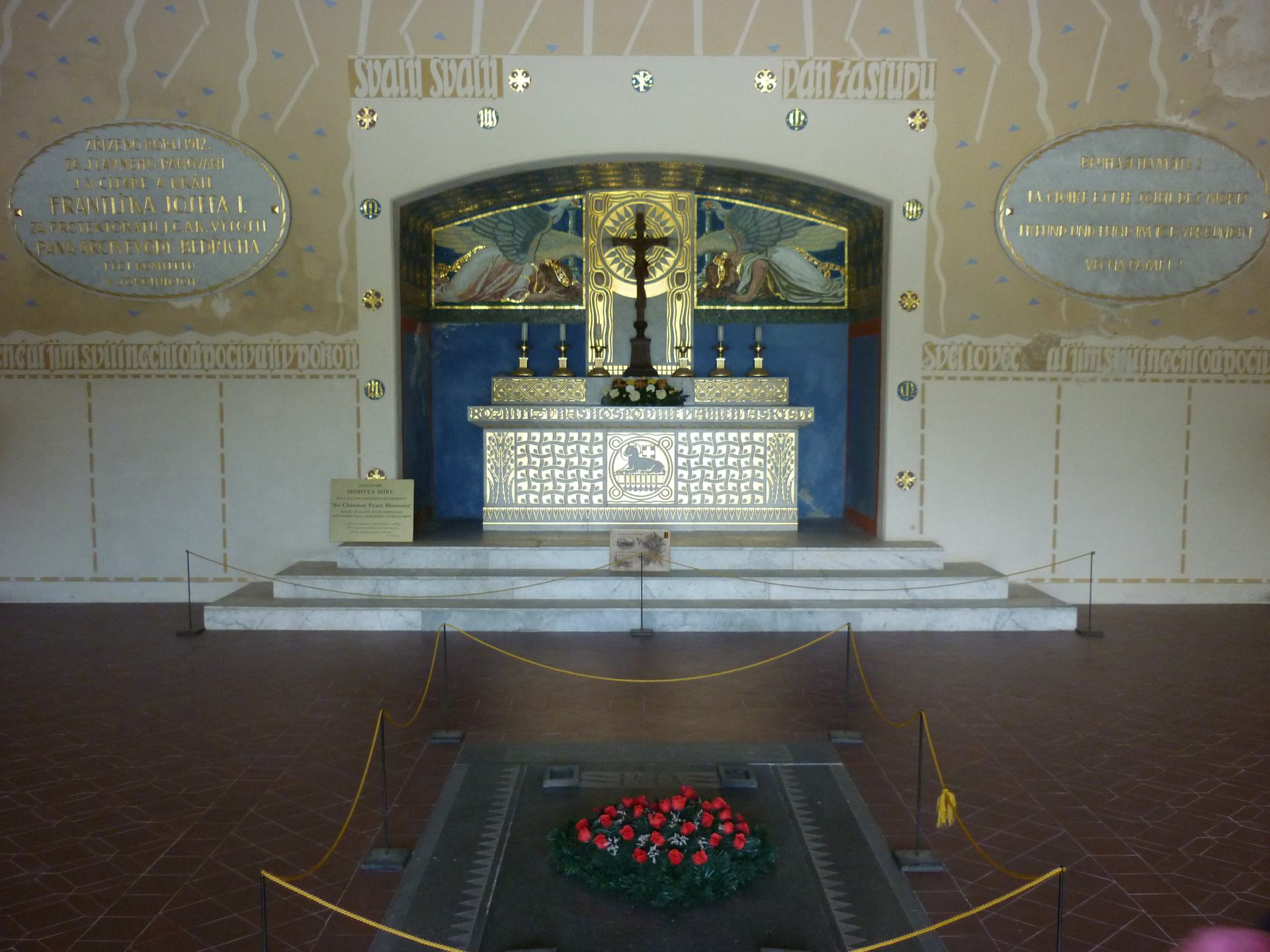
Интерьер капеллы